# Grande icosidodecaedro
In geometria, un grande icosidodecaedro è un poliedro stellato uniforme avente 32 facce - 20 a forma di triangolo e 12 a forma di pentagramma - 60 spigoli e 30 vertici.

## Proprietà

Scoperto nel 1878 da Edmund Hess, questo poliedro è il risultato della rettificazione del grande dodecaedro stellato e del grande icosaedro.
Di seguito un'animazione che mostra la sequenza di troncamento da un grande dodecaedro stellato, {5⁄2, 3}, a un grande icosaedro, {3, 5⁄2}:

## Poliedri correlati
Il grande icosidodecaedro, il cui inviluppo convesso è un icosidodecaedro, ha la stessa disposizione dei vertici di quest'ultimo ma, contrariamente ad esso e al grande dodecaedro, esso non è il risultato della stellazione di un icosidodecaedro, bensì della sua faccettazione.

Il grande icosidodecaedro ha inoltre gli stessi vertici e gli stessi spigoli di un grande dodecaemidodecaedro, con cui ha in comune anche la disposizione delle facce a forma di pentagramma, e di un grande icosiemidodecaedro, con cui ha in comune anche la disposizione delle facce triangolari.
| Grande icosidodecaedro | Grande dodecaemidodecaedro | Grande icosiemidodecaedro |
| Icosidodecaedro        |                            |                           |

### Grande tricontaedro rombico
Il grande tricontaedro rombico è il duale del grande icosidodecaedro. Si tratta di una figura isoedrica dotata di 30 facce rombiche intersecanti, di cui solo una parte visibile all'esterno del solido, che può essere costruita espandendo la dimensione delle facce di un tricontaedro rombico di un fattore φ3 = 1+2φ= 2+√5, dove φ è la sezione aurea.

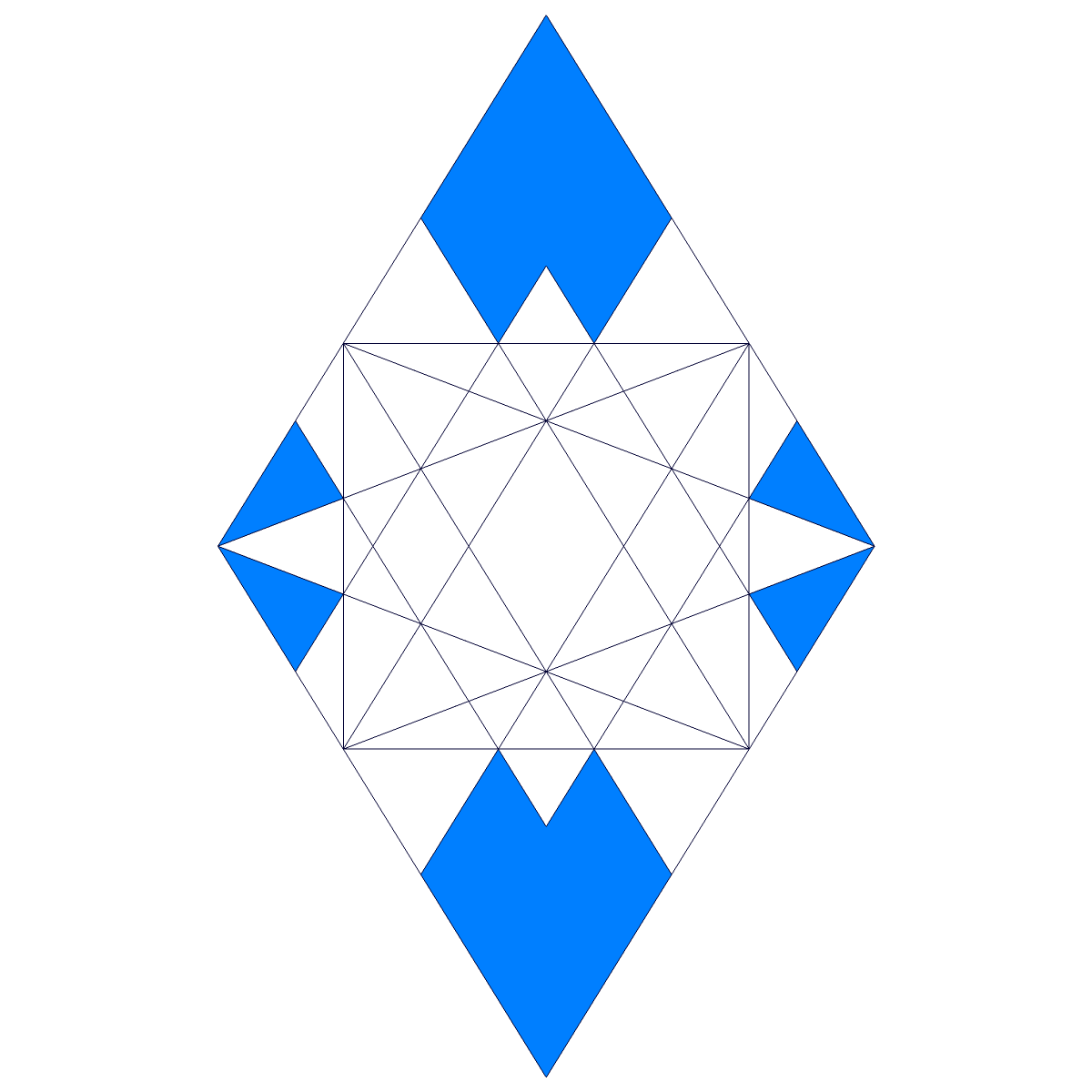
Una faccia rombica di un grande tricontaedro rombico.